# Nikon Coolpix
Nikon Coolpix est une gamme d'appareils photographiques numériques produits par Nikon, lancée en 1997.

## Productions actuelles

### Séries P: Performance
- Coolpix P900, mars 2015
- Coolpix P1000, septembre 2018
- Coolpix P7700, août 2012
- Coolpix P7800, septembre 2013

## Productions arrêtées

### Séries S: Style

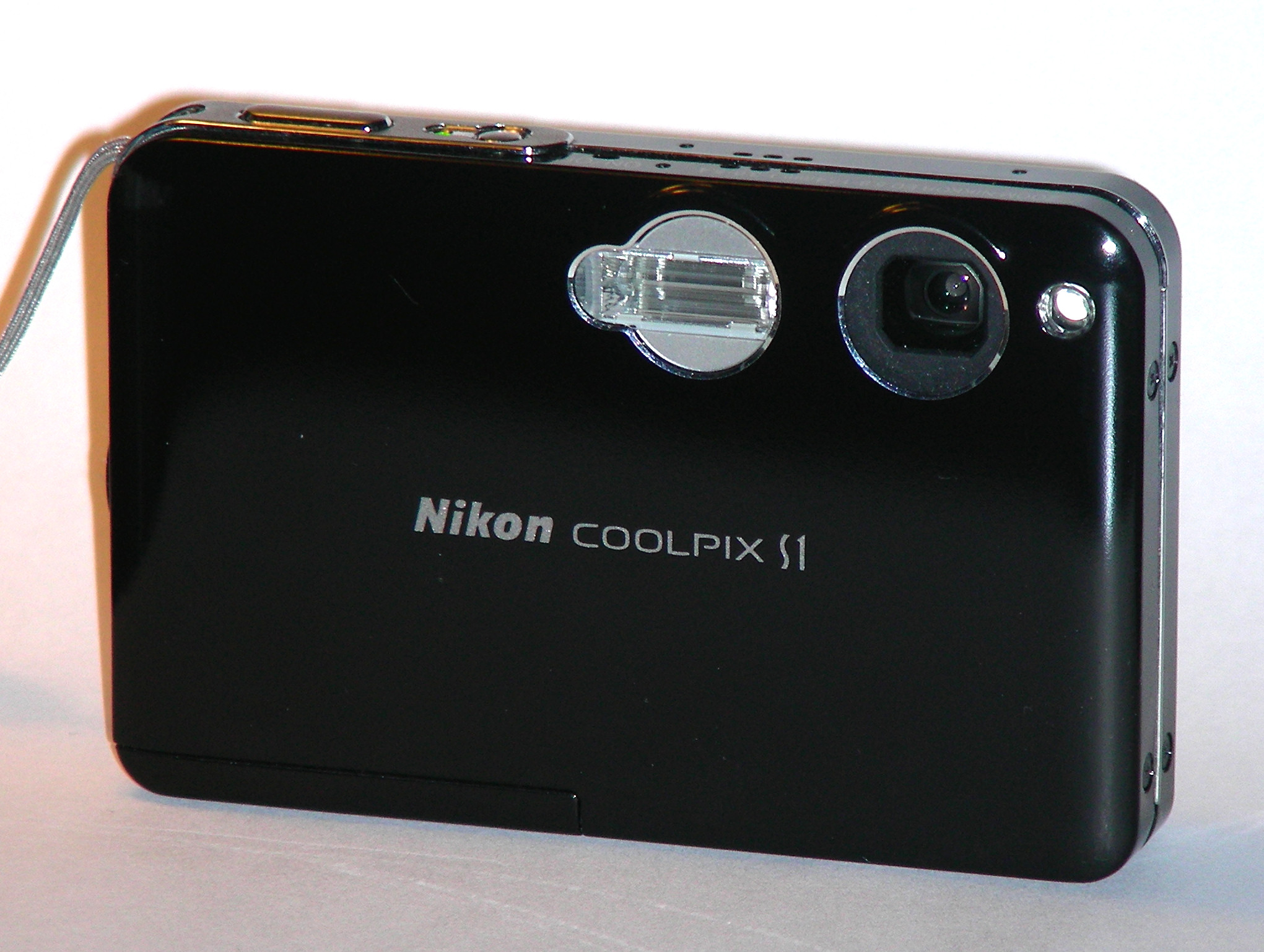
Coolpix S1 black

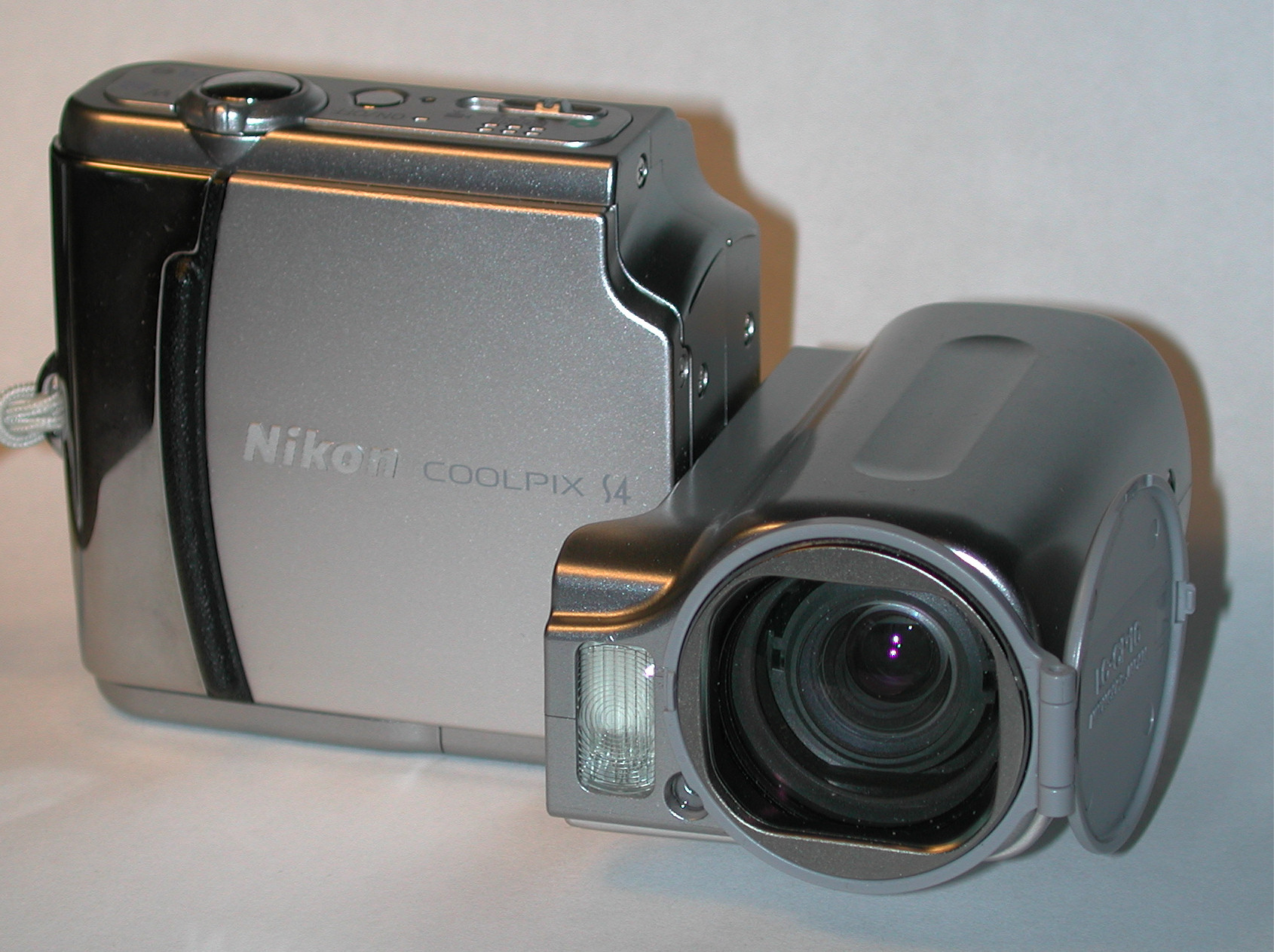
Coolpix S4

- Coolpix SQ - 3 mégapixels, écran LCD 1,5" (3,8 cm), zoom optique 3x.
- Coolpix S1 - 5,1 mégapixels, écran LCD 2,5" (6,35 cm), zoom optique 3x, zoom numérique 4x, dispositif d'éclairage AF priorité visage.
- Coolpix S2 - 5,1 mégapixels, écran LCD 2,5" (6,35 cm), zoom optique 3x, zoom numérique 4x, contrôle de luminosité de l'image D-lighting, résistant aux intempéries.
- Coolpix S3 - 6 mégapixels, écran LCD 2,5" (6,35 cm), zoom optique 3x, contrôle de luminosité de l'image D-lighting, dispositif d'éclairage AF priorité visage.
- Coolpix S4 - 6 mégapixels, écran LCD 2,5" (6,35 cm), zoom optique 10, contrôle de luminosité de l'image D-lighting, dispositif d'éclairage AF priorité visage.
- Coolpix S5 - 6 mégapixels, écran LCD 2,5" (6,35 cm), zoom optique 3x, contrôle de luminosité de l'image D-lighting, dispositif d'éclairage AF priorité visage, Pictmotion.
- Coolpix S6 - 6 mégapixels, écran LCD 3" (7,62 cm), zoom optique 3x, contrôle de luminosité de l'image D-lighting, dispositif d'éclairage AF priorité visage, compatible WiFi, Pictmotion.
- Coolpix S7 - 7,1 mégapixels, écran LCD 3" (7,62 cm), zoom optique 3x, contrôle de luminosité de l'image D-lighting, dispositif d'éclairage AF priorité visage, Pictmotion, réducteur de vibration électronique.
- Coolpix S7c - 7,1 mégapixels, écran LCD 3" (7,62 cm), zoom optique 3x, contrôle de luminosité de l'image D-lighting, dispositif d'éclairage AF priorité visage, compatible WiFi, Pictmotion, réducteur de vibration électronique.
- Coolpix S8
- Coolpix S9 - 6,1 mégapixels, écran LCD 2,5" (6,35 cm), zoom optique 3x, zoom numérique 4x
- Coolpix S10 - 6 mégapixels, écran LCD 2,5" (6,35 cm), zoom optique 10x, zoom numérique 4x
- Coolpix S50 - 7,2 mégapixels, écran LCD 3" (7,62 cm), zoom optique 3x, zoom numérique 4x, réduction de vibration, dispositif d'éclairage AF, Wifi, pictmotion.
- Coolpix S50c - 7,2 mégapixels, écran LCD 3" (7,62 cm), zoom optique 3x, zoom numérique 4x, réduction de vibration, dispositif d'éclairage AF, Wi-Fi, pictmotion.
- Coolpix S51 - 8,1 mégapixels, écran LCD 3" (7,62 cm), zoom optique 3x, zoom numérique 4x, réduction de vibration, fonction AF priorité visage, pictmotion.
- Coolpix S51c - 8,1 mégapixels, écran LCD 3" (7,62 cm), zoom optique 3x, zoom numérique 4x, réduction de vibration, fonction AF priorité visage, Wi-Fi, pictmotion.
- Coolpix S200 - 7,1 mégapixels, écran LCD 2,5" (6,35 cm), zoom optique 3x, zoom numérique 4x, réduction de vibration électronique, fonction AF priorité visage.
- Coolpix S500 - 7,1 mégapixels, écran LCD 2,5" (6,35 cm), zoom optique 3x, zoom numérique 4x, réduction de vibration optique, fonction AF priorité visage.
- Coolpix S510 - 8,1 mégapixels, écran LCD 2,5" (6,35 cm), zoom optique 3x, zoom numérique 4x, réduction de vibration optique, fonction AF priorité visage
- Coolpix S700 - 12,1 mégapixels, écran LCD 2,7" (6,85 cm), zoom optique 3x, zoom numérique 4x, réduction de vibration mécanique, fonction AF priorité visage
- Coolpix S8000 - 14 mégapixels, zoom optique 10x.

### Séries L: Ludique
- Coolpix L1 - 6,2 mégapixels, écran LCD 2,5" (6,35 cm), zoom optique 5x, contrôle de luminosité de l'image D-lighting, dispositif d'éclairage AF priorité visage.
- Coolpix L2 - 6 mégapixels, écran LCD 2" (5,08 cm), zoom optique 3x, contrôle de luminosité de l'image D-lighting, dispositif d'éclairage AF priorité visage.
- Coolpix L3 - 5,1 mégapixels, écran LCD 2" (5,08 cm), zoom optique 3x, contrôle de luminosité de l'image D-lighting, dispositif d'éclairage AF priorité visage.
- Coolpix L4 - 4 mégapixels, écran LCD 2" (5,08 cm), zoom optique 3x, contrôle de luminosité de l'image D-lighting, dispositif d'éclairage AF priorité visage.
- Coolpix L5 - 7,2 mégapixels, écran LCD 2,5" (6,35 cm), zoom optique 5x, contrôle de luminosité de l'image D-lighting, dispositif d'éclairage AF priorité visage.
- Coolpix L6 - 6 mégapixels, écran LCD 2,5" (6,35 cm), zoom optique 3x, zoom numérique 4x, contrôle de luminosité de l'image D-lighting, dispositif d'éclairage AF, système anti-yeux rouges, vidéo 640x480 avec son au format QuickTime .MOV.
- Coolpix L10 - 5 mégapixels, écran LCD 2" (5,08 cm), zoom optique 3x, zoom numérique 4x, contrôle de luminosité de l'image D-lighting, dispositif d'éclairage AF priorité visage, système anti-yeux rouges.
- Coolpix L11 - 6 mégapixels, écran LCD 2,5" (6,35 cm), zoom optique 3x, zoom numérique 4x, contrôle de luminosité de l'image D-lighting, dispositif d'éclairage AF priorité visage, système anti-yeux rouges.
- Coolpix L12 - 7,1 mégapixels, écran LCD 2,5" (6,35 cm), zoom optique 3x, zoom numérique 4x, contrôle de luminosité de l'image D-lighting, dispositif d'éclairage AF priorité visage, système anti-yeux rouges.
- Coolpix L14 - 7,1 mégapixels, écran LCD 2,4" (6,09 cm), zoom optique 3x, zoom numérique 4x, contrôle de luminosité de l'image D-lighting, dispositif d'éclairage AF priorité visage, système anti-yeux rouges.
- Coolpix L15- 8 mégapixels, écran LCD 2,8" (7,12 cm), zoom optique 3x, zoom numérique 4x, stabilisateur VR, contrôle de luminosité de l'image D-lighting, dispositif d'éclairage AF priorité visage, système anti-yeux rouges.

### Séries P: Performance

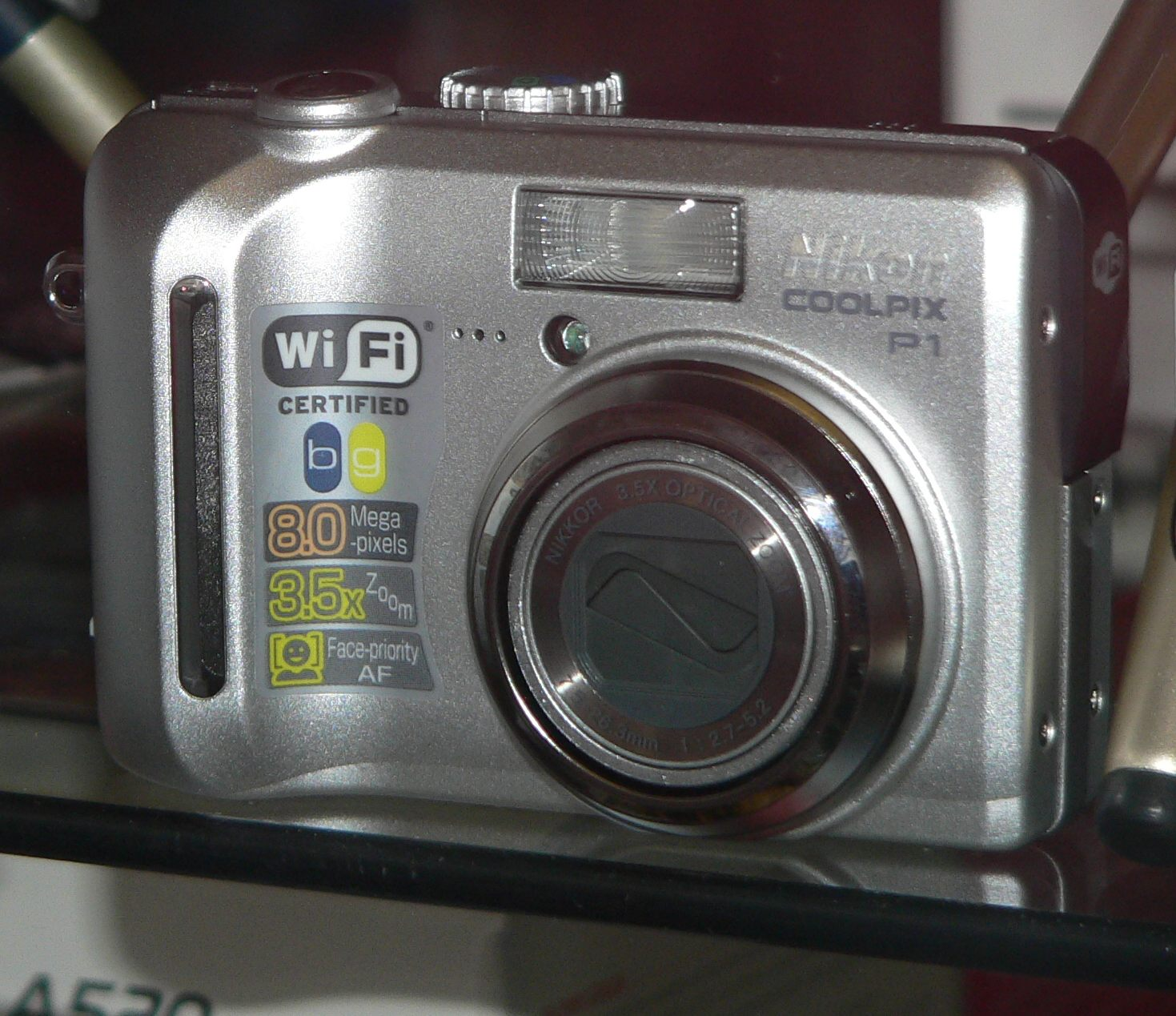
Coolpix P1

- Coolpix P1 - 8 mégapixels, écran LCD 2,5" (6,35 cm), Zoom optique 3,5x, compatible WiFi, 16 modes de scènes, contrôle de luminosité de l'image D-lighting, dispositif d'éclairage AF priorité visage.
- Coolpix P2 - 5,1 mégapixels, écran LCD 2,5" (6,35 cm), Zoom optique 3,5x, compatible WiFi, 16 modes de scènes, contrôle de luminosité de l'image D-lighting, dispositif d'éclairage AF priorité visage.
- Coolpix P3 - 8,1 mégapixels, écran LCD 2,5" (6,35 cm), zoom optique 3,5x, compatible WiFi, 16 modes de scènes, réduction de vibration, contrôle de luminosité de l'image D-lighting, dispositif d'éclairage AF priorité visage.
- Coolpix P4 - 8,1 mégapixels, écran LCD 2,5" (6,35 cm), zoom optique 3,5x, 16 modes de scènes, réduction de vibration, contrôle de luminosité de l'image D-lighting, dispositif d'éclairage AF priorité visage.
- Coolpix P50
- Coolpix P100
- Coolpix P500
- Coolpix P510
- Coolpix P520
- Coolpix P5000
- Coolpix P5100
- Coolpix P6000
- Coolpix P7000
- Coolpix P7100

### 1xx
- Coolpix 100

### 3xx
- Coolpix 300

### 6xx
- Coolpix 600

### 7xx
- Coolpix 700
- Coolpix 775

### 8xx
- Coolpix 800 - 2 mégapixels, zoom optique 2x.
- Coolpix 880 - 3,2 mégapixels, zoom optique 2,5x.
- Coolpix 885 - 3,2 mégapixels, zoom optique 3x.

### 9xx

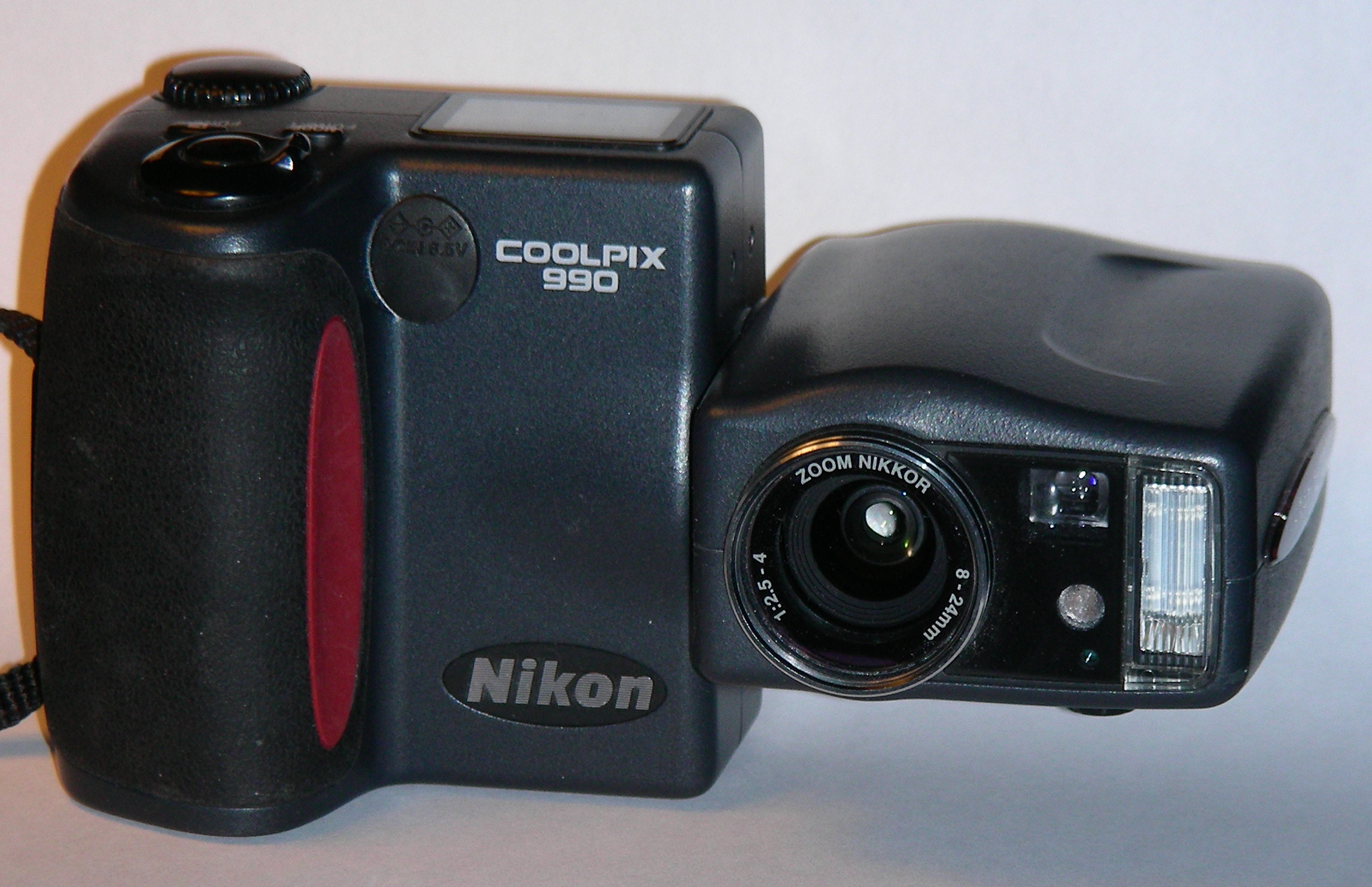
Coolpix 990

Haut de gamme de la première série Coolpix. Design avec corps rotatif, zoom optique 3x, véritable mode macro intégré excepté pour les 900/900S.
- Coolpix 900 - 1,2 mégapixels, zoom optique 3x.
- Coolpix 900s
- Coolpix 910
- Coolpix 950 - 2,1 mégapixels, zoom optique 3x.
- Coolpix 990 - 3,2 mégapixels, zoom optique 3x.
- Coolpix 995 - 3,2 mégapixels, zoom optique 4x.

### 2xxx
- Coolpix 2000 - 2 mégapixels, zoom optique 3x.
- Coolpix 2100 - 2 mégapixels, zoom optique 3x.
- Coolpix 2200 - 2 mégapixels, vidéo sans son.
- Coolpix 2500 - 2 mégapixels, zoom optique 3x.

### 3xxx

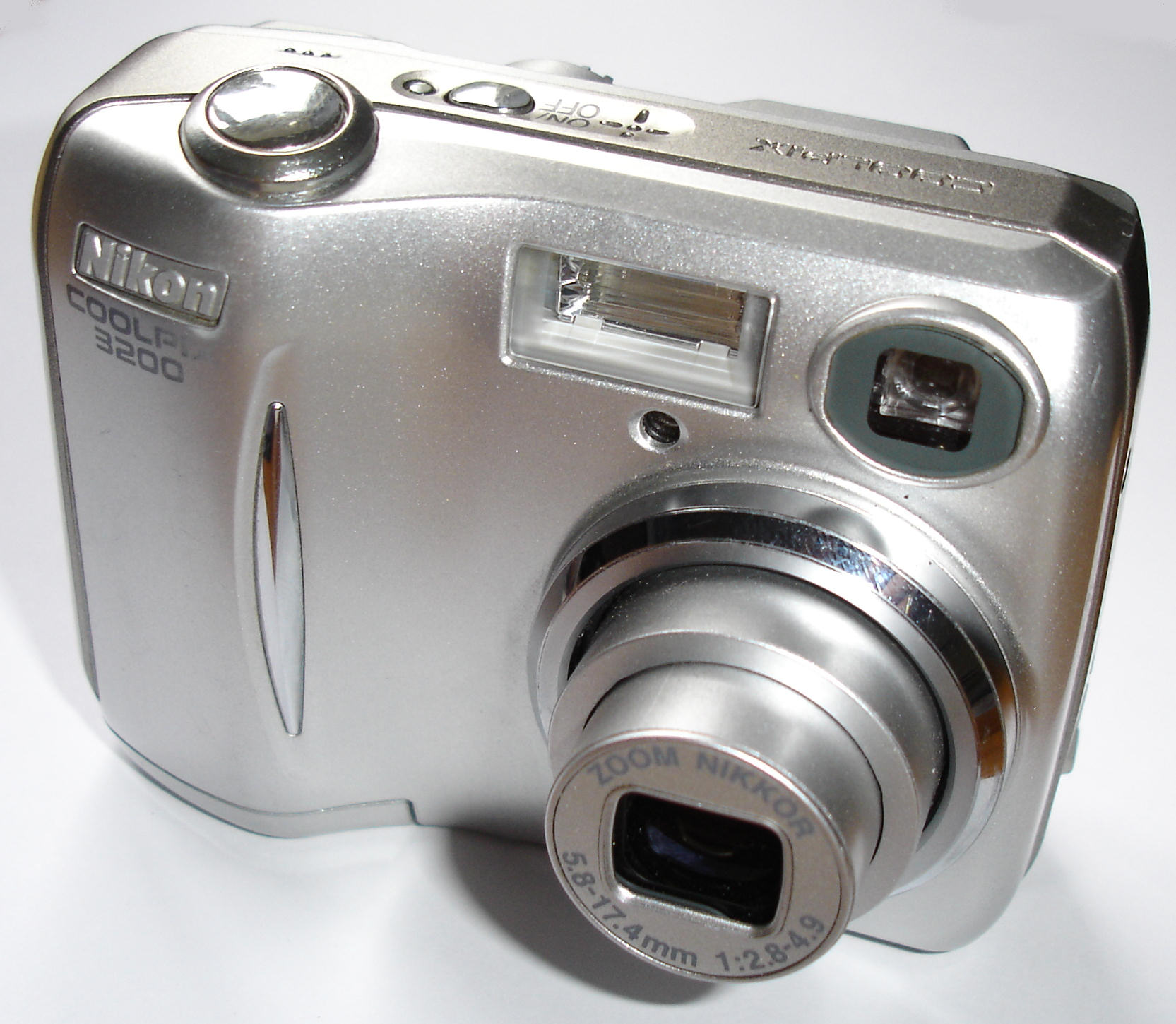
Coolpix 3200

- Coolpix 3100 - 3,2 mégapixels, zoom optique 3x3
- Coolpix 3200 - 3,2 mégapixels, zoom optique 3x, vidéo sans son.
- Coolpix 3500 - 3,2 mégapixels, zoom optique 3x.
- Coolpix 3700 - 3,2 mégapixels.

### 4xxx
- Coolpix 4100 - 4,1 mégapixels, zoom optique 3x.
- Coolpix 4200 - 4 mégapixels, zoom optique 3x.
- Coolpix 4300 - 4 mégapixels, zoom optique 3x, focal de 38-114 mm.
- Coolpix 4500 - 4 mégapixels, zoom optique 4x.
- Coolpix 4600 - 4 mégapixels, zoom optique 3x. zoom numérique 4x, vidéo 640x480 avec son au format QuickTime à 15 images par seconde. Très similaire au Coolpix 5600, excepté résolution inférieure et pas de son.
- Coolpix 4800 - 4 mégapixels, zoom optique 8,3x.

### 5xxx
- Coolpix 5000 - 5 mégapixels, zoom optique 3x , 28 mm équivalent à un grand angle.
- Coolpix 5100 - 5,1 mégapixels.
- Coolpix 5200 - 5,1 mégapixels, zoom optique 3x.
- Coolpix 5400 - 5 mégapixels, zoom optique 4x, 28 mm équivalent à un grand angle.
- Coolpix 5600 - 5,1 mégapixels, zoom optique 3x. zoom numérique 4x, vidéo 640x480 avec son au format QuickTime à 15 images par seconde. Très similaire au Coolpix 4600, excepté résolution supérieure et enregistrement audio.
- Coolpix 5700 - 5,0 mégapixels, zoom optique 8x. 1er bridge de Nikon.
- Coolpix 5900 - 5,1 mégapixels, zoom optique 3x.

### 7xxx

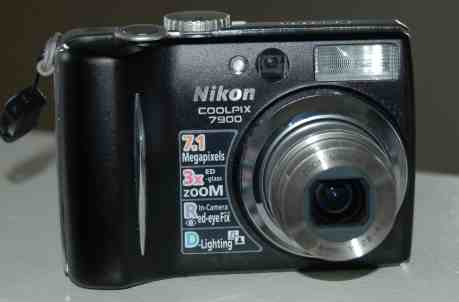
Coolpix 7900

- Coolpix 7600 - 7,1 mégapixels.
- Coolpix 7900 - 7,1 mégapixels.

### 8xxx
- Coolpix 8400 - 8 mégapixels, 24 mm équivalent à un grand angle.
- Coolpix 8700 - Identique au 5700 mais avec 8 mégapixels
- Coolpix 8800 - Identique au 8700 mais avec VR (réducteur de vibration) et zoom optique 10x.

## Batterie propriétaire rechargeable
| Batterie       | Chargeur                        | Appareil                                                                 |
| -------------- | ------------------------------- | ------------------------------------------------------------------------ |
| EN-EL1         | MH-50/MH-51/MH-52/ MH-53/MH-53C | 775/880/885/995/4300/4500/4800/5000/5400/5700/8700                       |
| EN-EL2         | MH-60                           | 2500/3500/SQ                                                             |
| EN-EL5         | MH-61                           | 3700/4200/5200/5900/7900/P3/P4/P5000/P5100/S10                           |
| EN-EL7/EN-EL7e | MH-56                           | 8400/8800                                                                |
| EN-EL8         | MH-62                           | S1/S3/S5/S6/S7/S7c/S8/S50/S50c/S51/S51c/P1/P2                            |
| EN-EL10        | MH-63                           | S200/S500/S510/S700                                                      |
| EN-MH1-B2      | MH-70/MH-71                     | 2100/2200/3100/3200/4100/5600/7600/L1/L2/L3/L5/L6/L11/L12/L14/L15/S4/P50 |